# TAP Portugal
TAP Portugal je portugalska nacionalna zrakoplovna tvrtka.

## Vanjske poveznice
- Službene stranice[neaktivna poveznica] (hrv.)